# Omar Arellano
Omar Arellano Riverón (Guadalajara, 18 giugno 1987) è un calciatore messicano, attaccante del Chapulineros.

## Biografia
Anche suo padre Omar Arellano Nuño è stato un calciatore.